# پارک ملی اونون-بالژ
پارک ملی اونون-بالژ (به لاتین: Onon-Balj National Park) یک منطقه حفاظت‌شده در مغولستان است که در نزدیکی شهر دادال واقع شده‌است.